# Balashi (bier)
Balashi is een Arubaans biermerk. Het bier wordt gebrouwen in Brouwerij Nacional Balashi te Balashi. Het was het eerste bier van Aruba en wordt ook geëxporteerd naar Curaçao en Bonaire. Het is in enkele varianten op Aruba zelf verkrijgbaar.

## Varianten
- Balashi, blond bier met een alcoholpercentage van 5%
- Balashi Chill, blond bier met een alcoholpercentage van 5%
- Balashi Light, een laag alcoholisch blond bier